# Vima Kadphises

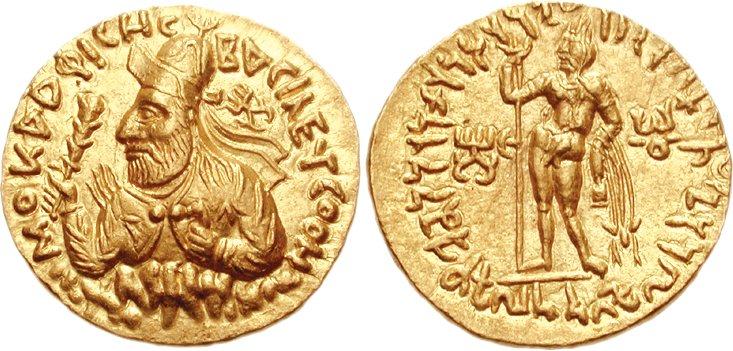
Münze des Vima Kadphises. Links: Brustbild des Herrschers auf Wolkenbett mit Keule in rechter Hand, über der Schulter sein Monogramm. Rechts: Shiva mit langem Dreizack in rechter Hand, über dem linken Unterarm hängt ein Tigerfell. Links Monogramm Vima Kadphises, rechts Symbol der buddhistischen Drei Juwelen.

Vima Kadphises (baktrische Sprache in griechischer Schrift ΟΟΗΜΟ ΚΑΔΦΙϹΗϹ, chinesisch 阎膏珍 – Yen-kao-chen) war ein König des Reiches von Kuschan, der um 90–100 regierte.
Er war der Sohn Vima Taktos und der Vater seines Nachfolgers Kanischka. Vima Kadphises fügte dem Kuschanreich durch Eroberungen Teile von Afghanistan und Nordwest Indiens hinzu. Nach chinesischen Quellen setzte er als Oberhaupt der Verwaltung einen General (ch'iang) ein. Er war der erste Kuschanherrscher, der Goldmünzen prägen ließ. Diese Münzen orientierten sich an römischen Standards und zeigen das Bild des Herrschers auf der einen und teilweise buddhistische Symbole auf der anderen Seite. Die Prägung von Goldmünzen sind Zeichen für den Wohlstand, den das Kuschanareich als Handelszentrum erlangte. Das Gold wurde vom römischen Reich bezogen, im Austausch gegen Seide, Stoffe und Gewürze, die aus China und Zentralasien stammten.
Auf Münzen bezeichnete er sich als ein großer König, König der Könige, Herr aller Welten, ein Mahesvara, Vima Kadphises, der Beschützer. Ein weiterer Titel war Devaputra (Sohn des göttlichen Wesens). Der Titel ist auf Münzen, aber auch in Inschriften belegt.
Unter Vima Kadphises Herrschaft wuchs die neue Provinzhauptstadt Kabul, in deren Umkreis buddhistische Siedlungen gegründet wurden. Bemerkenswertester Einzelbau nahe der Stadt war die buddhistische Säule Minar-i Chakri.